# كارين إيبا
كارين إيبا (باليابانية: 相葉香凛؛ بالكانا: あいば かりん) هي عارضة أزياء وعارضة وتارينتو وممثلة يابانية، ولدت في 17 يونيو 1993 في تشيبا في اليابان.

## وصلات خارجية
- الموقع الرسمي
- كارين إيبا على موقع IMDb (الإنجليزية)
- كارين إيبا على موقع قاعدة بيانات الفيلم (الإنجليزية)